# 마르스 계획
마르스 계획 또는 마르스 프로그램은 1960년에서 1973년 사이에 소련이 발사한 일련의 무인 우주선이었다. 우주선은 화성을 탐사하기 위한 것으로 비행 탐사선, 착륙선 및 궤도선을 포함했다.
초기 마르스 우주선은 작았고 몰니야 로켓에 의해 발사되었다. 1969년 두 번의 실패를 시작으로 더 무거운 프로톤-K 로켓은 궤도선과 착륙선으로 구성된 더 큰 5톤 우주선을 화성으로 발사하는 데 사용되었다. 궤도선 버스 설계는 1975년 이후 베네라 변형에서 매우 불안정한 성능을 보였다는 점을 고려할 때 서비스에 급히 투입되고 미숙했을 가능성이 크다. 1970년대 중반에 시행된 정책으로 새로운 디자인을 도입하기보다는 기존 디자인을 통합("디버깅")한다.
마르스 프로그램 외에도 소련은 존드 프로그램의 일환으로 화성에 탐사선을 보냈다. 그러나 존드 2는 도중에 실패했다. 포보스 프로그램 중에 두 대의 우주선이 더 보내졌다. 둘 다 실패했다. 1996년 러시아는 소련 해체 이후 첫 행성 간 임무인 마르스 96호를 발사했지만 지구 궤도를 벗어나지 못했다.

## 우주선
- 마르스 1M
- 마르스 2MV
- 마르스 2M
- 마르스 4M
  - 마르스 2
  - 마르스 3
- 마르스 3MS
  - 마르스 4
  - 마르스 5
- 마르스 3MP
  - 마르스 6
  - 마르스 7
- 마르스 4NM 및 5NM
- 마르스 5M

## 같이 보기
- 화성 탐사
- 우주 탐사